# Passer iagoensis
Il passero di Capo Verde (Passer iagoensis (Gould, 1838)) è un uccello della famiglia Passeridae, endemico di Capo Verde.

## Distribuzione e habitat
Questa specie è endemica di Capo Verde. È presente in quasi tutte le isole dell'arcipelago esclusa Fogo.